# Primera Catalana
La Primera Catalana, conocida hasta la temporada 2010-2011 como Preferente Territorial, o en sus inicios como Regional Preferente, constituye el 7.º nivel de competición de la Liga Española de Fútbol en Cataluña, y el segundo nivel de las divisiones regionales en esta comunidad. Su organización corre a cargo de la Federación Catalana de Fútbol. No debe confundirse con la extinta Primera División Catalana.

## Historia
La Regional Preferente fue introducida con este nombre la temporada 1968-1969, siendo entonces el máximo nivel del fútbol regional de Cataluña y el cuarto de la liga española de fútbol en la región. El primer partido lo disputaron la UE Sants y el CD La Cava el 7 de septiembre de 1968. El mayor cambio en la estructura de la categoría se introdujo la temporada 1984-1985, doblándose el número de equipos con la creación de un segundo grupo. En la temporada 1991-1992, coincidiendo con la creación de la Primera División Catalana, llegaría el primer cambio de nombre de la categoría pasando ésta a llamarse Preferente Territorial. El nuevo Plan de Competición que la Federación Catalana de Fútbol aplica durante la temporada 2011-2012, y que conlleva la desaparición de la antigua Primera División Catalana, hace que la Preferente adopte el nombre de ésta, aunque manteniendo el mismo sistema de dos grupos.
En la temporada 2020-21 el sistema de competición sufrió una modificación como consecuencia en las alteraciones del calendario provocadas por la Pandemia de COVID-19. La categoría se dividió en dos fases distintas; la primera fase contó con la participación de los 40 clubes repartidos en cuatro subgrupos de diez equipos, los cuatro mejores de cada agrupación clasificaron a una fase de ascenso a Tercera División, mientras que los últimos seis clasificados disputaron una etapa de permanencia.
En la temporada 2021-22 el sistema de competición sufrió de nuevo otra modificación como consecuencia de las alteraciones del calendario, ascensos y descensos provocadas por la Pandemia de COVID-19. La Categoría se dividió en 3 grupos; 2 grupos de 14 equipos y 1 grupo de 15 equipos, teniendo un total de 43 clubes participantes. El Campeón de cada grupo ascendió a Tercera RFEF mientras que los clasificados entre la 12.ª y 14.ª o 15.ª posición junto el peor 11.º clasificado descendieron a Segunda Catalana.
El ciclo 2022-23 representó un periodo de transición para esta categoría, ya que la FCF anunció la creación de una nueva liga intermedia entre el fútbol de ámbito catalán y el español. Dieciocho clubes se vieron beneficiados por los ascensos producidos durante ese año: tres a Tercera Federación y quince a la nueva Lliga Elit, siendo la última temporada en la que la Primera Catalana fue la máxima categoría del fútbol autonómico en esta comunidad.
Para la temporada 2023-24 la Primera Catalana sufrió una degradación de nivel, ya que se convirtió en la segunda categoría del fútbol catalán, esto tras la introducción de la nueva Lliga Elit, creada por la FCF con el objetivo de facilitar el paso de los clubes catalanes al fútbol profesional de ámbito estatal, tras esta decisión la Primera Catalana se convirtió en la séptima categoría del fútbol español en Cataluña.

## Sistema de competición
La Primera Catalana está compuesta por 48 clubes repartidos, siguiendo un criterio de proximidad geográfica, en 3 grupos de 16 equipos cada uno.
Ascienden 4 equipos a Lliga Elit, los campeones de cada grupo y el ganador de una promoción jugada entre los tres segundos lugares de grupo y el mejor tercer clasificado de los tres grupos. Mientras que los últimos tres lugares de cada grupo descienden a Segunda Catalana
Para la temporada 2022-23 el sistema de competición volvió a ser modificado, en esta ocasión como consecuencia de la aplicación de una reforma del fútbol catalán, que se llevará a cabo para la temporada 2023-2024, con la introducción de la Lliga Elit, una nueva liga que se colocará entre la Primera Catalana y la Tercera RFEF con el objetivo de facilitar el paso de los clubes catalanes al fútbol profesional español. En la temporada 2022-2023 participaron 48 clubes repartidos, siguiendo un criterio de proximidad geográfica, en 3 grupos de 16 equipos cada uno. En este formato los campeones de cada grupo ascendieron a Tercera Federación, mientras que los equipos colocados entre el segundo y el quinto lugar de cada grupo pasaron a formar parte de la nueva liga, posteriormente debido a la ampliación de equipos en la Tercera Federación también los sextos lugares fueron ascendidos a la máxima categoría catalana. El último equipo clasificado de cada grupo descendió a Segunda Catalana, además de los dos penúltimos lugares con el peor desempeño. Mientras que los clubes colocados entre la séptima y la decimocuarta plaza y el mejor penúltimo equipo de los tres grupos, permanecieron en la Primera Catalana.
Con la introducción de la Lliga Elit a partir de la temporada 2023-24, la Primera Catalana pasó a convertirse en la séptima categoría del fútbol español en Cataluña y la segunda en el plano territorial. Tras la reforma de la competición se mantuvo la base de 48 equipos participantes divididos en tres grupos de 16 clubes colocados de acuerdo con proximidad geográfica, el campeón de cada uno de los tres sectores será promocionado a la Lliga Elit, mientras que la cuarta plaza de ascenso se entregará al ganador de una promoción jugada entre los tres segundos lugares y el mejor clasificado en tercera posición. Por la parte negativa, los últimos cuatro equipos de cada grupo descenderán a Segunda Catalana, que se constituyó como el octavo nivel del sistema de ligas en la comunidad catalana.

## Temporada 2024-2025

### Grupo 1

#### Equipos
| Club                             | Ciudad (provincia)               | Estadio                                    | Fundación | Web                                 |
| -------------------------------- | -------------------------------- | ------------------------------------------ | --------- | ----------------------------------- |
| CF Argentona                     | Argentona (Barcelona)            | Camp Municipal de Argentona                | 1923      | http://fcargentona.com/             |
| CE Banyoles                      | Bañolas (Gerona)                 | Estadi Nou Municipal de Banyoles           | 1913      | http://www.cdbanyoles.net/          |
| CE Bescanó                       | Bescanó (Gerona)                 | Camp Municipal de Bescanó                  | 1931      | http://cebescano.cat/               |
| CF Caldes de Montbui             | Caldas de Montbuy (Barcelona)    | Camp Municipal de Caldes de Montbui        | 1913      | -                                   |
| UE Can Gibert                    | Gerona (Gerona)                  | Estadi Municipal Can Gibert                | 1983      | -                                   |
| UE Castellar                     | Castellar del Vallés (Barcelona) | Camp de Futbol Municipal Pepín Valls       | 1911      | https://uecastellar.cat/            |
| EC Granollers                    | Granollers (Barcelona)           | Campo municipal Carrer Girona              | 1913      | -                                   |
| Juventus Lloret FC               | Lloret de Mar (Gerona)           | Camp de Futbol Municipal El Molí           | 2018      | -                                   |
| CF Mollet UE                     | Mollet del Vallès (Barcelona)    | Estadi Municipal Germans Monzalvo          | 1914      | http://cfmolletue.com               |
| CD Montcada                      | Moncada y Reixach (Barcelona)    | Estadi Municipal La Ferrería               | 1923      | -                                   |
| Parets CF                        | Parets (Barcelona)               | Camp de Fútbol Municipal Josep Seguer      | 1934      | http://www.cfparets.cat             |
| AE Roses                         | Rosas (Gerona)                   | Estadi Municipal Mas Oliva                 | 1921      | -                                   |
| UE San Juan Atlético de Montcada | Moncada y Reixach (Barcelona)    | Camp de Futbol Can Sant Joan               | 1988      | https://somoslaunion.wordpress.com/ |
| CF Torelló                       | Torelló (Barcelona)              | Camp de Futbol Municipal de Torelló        | 1917      | https://cftorello.cat/              |
| UE Torroella                     | Torroella de Montgrí (Gerona)    | Camp de Futbol ZEM de Torroella de Montgrí | 1921      |                                     |
| Tossa UE                         | Tosa de Mar (Gerona)             | Camp Municipal de Tossa de Mar             | 1922      | https://www.tossademar.cat/uetossa/ |

#### Clasificación
| Pos. | Equipo                                  | Pts. | PJ | G  | E  | P  | GF | GC | Dif. | Notas                             |
| ---- | --------------------------------------- | ---- | -- | -- | -- | -- | -- | -- | ---- | --------------------------------- |
| 1    | UE San Juan Atlético de Montcada (A, C) | 55   | 30 | 16 | 8  | 6  | 65 | 36 | +29  | Ascenso a Lliga Elit              |
| 2    | CF Argentona                            | 51   | 30 | 14 | 9  | 7  | 48 | 29 | +19  | Promoción de ascenso a Lliga Elit |
| 3    | Tossa UE                                | 50   | 30 | 14 | 8  | 8  | 52 | 33 | +19  |                                   |
| 4    | Parets CF                               | 46   | 30 | 12 | 10 | 8  | 34 | 31 | +3   |                                   |
| 5    | EC Granollers                           | 46   | 30 | 12 | 10 | 8  | 48 | 37 | +11  |                                   |
| 6    | UE Can Gibert                           | 46   | 30 | 11 | 13 | 6  | 47 | 37 | +10  |                                   |
| 7    | Juvenuts Lloret FC                      | 43   | 30 | 11 | 10 | 9  | 46 | 37 | +9   |                                   |
| 8    | CE Banyoles                             | 41   | 30 | 10 | 11 | 9  | 31 | 30 | +1   |                                   |
| 9    | CF Mollet UE                            | 41   | 30 | 10 | 11 | 9  | 34 | 38 | −4   |                                   |
| 10   | CF Caldes de Montbui                    | 41   | 30 | 10 | 11 | 9  | 40 | 38 | +2   |                                   |
| 11   | UE Torroella                            | 40   | 30 | 11 | 7  | 12 | 39 | 46 | −7   |                                   |
| 12   | UE Castellar                            | 40   | 30 | 10 | 10 | 10 | 43 | 43 | 0    |                                   |
| 13   | CE Bescanó (D)                          | 38   | 30 | 8  | 14 | 8  | 36 | 45 | −9   | Descenso a Segunda Catalana       |
| 14   | CF Torelló (D)                          | 35   | 30 | 9  | 8  | 13 | 48 | 47 | +1   | Descenso a Segunda Catalana       |
| 15   | CD Montcada (D)                         | 23   | 30 | 5  | 8  | 17 | 34 | 60 | −26  | Descenso a Segunda Catalana       |
| 16   | AE Roses (D)                            | 8    | 30 | 2  | 2  | 26 | 30 | 78 | −48  | Descenso a Segunda Catalana       |

 Fuente: FCF

### Grupo 2

#### Equipos
| Club                      | Ciudad (provincia)                   | Estadio                                    | Fundación | Web                                            |
| ------------------------- | ------------------------------------ | ------------------------------------------ | --------- | ---------------------------------------------- |
| CE Artesa de Segre        | Artesa de Segre (Lérida)             | Camp de Futbol Municipal D'Artesa de Segre | 1922      | -                                              |
| CF Balaguer               | Balaguer (Lérida)                    | Estadi Municipal de Balaguer               | 1916      | http://www.cfbalaguer.com/                     |
| CF Borges Blanques        | Borjas Blancas (Lérida)              | Camp Municipal de Les Borges Blanques      | 1917      | -                                              |
| Club Gimnàstic de Manresa | Manresa (Barcelona)                  | Gimnàstic Parc                             | 1947      | -                                              |
| EE Guineueta CF           | Barcelona (Barcelona)                | Centre Esportiu Municipal La Guineueta     | 1961      | https://www.guineueta.com/                     |
| CF Igualada               | Igualada (Barcelona)                 | Estadi Municipal de Les Comes              | 1939      | http://www.cfigualada.cat/                     |
| CF Juneda                 | Juneda (Lérida)                      | Camp de Futbol ZEM de Juneda               | 1918      | -                                              |
| CE Júpiter                | Barcelona (Barcelona)                | Camp de La Verneda                         | 1909      | http://www.cejupiter.cat/                      |
| FC Martinenc              | Barcelona (Barcelona)                | Estadio Municipal del Guinardó             | 1909      | http://www.fcmartinenc.cat                     |
| Club Natació Terrassa     | Tarrasa (Barcelona)                  | Camp de Futbol Club Natació Terrassa       | 1932      | https://clubnatacioterrassa.cat/seccio/futbol/ |
| UD Parc                   | Barcelona (Barcelona)                | Complex Esportiu Municipal Fort Pienc      | 1978      | https://udparc.cat/                            |
| FC Pirinaica              | Manresa (Barcelona)                  | Camp Municipal Puigberenguer               | 1979      | https://www.pirinaica.cat/                     |
| Racing Vallbona CF        | Barcelona (Barcelona)                | Camp de Futbol Municipal Vallbona          | 1965      | https://www.racingvallbonacf.com/              |
| UE Sants                  | Barcelona (Barcelona)                | Camp de la Energía                         | 1922      | -                                              |
| CF Singuerlín             | Santa Coloma de Gramanet (Barcelona) | Camp de Futbol CEM Can Zam II              | 1955      | http://cfsinguerlin.com/                       |
| CCD Turó de la Peira      | Barcelona, (Barcelona)               | Camp de Futbol Municipal Turó de la Peira  | 1951      | https://ccdturodelapeira.com/                  |

#### Clasificación
| Pos. | Equipo                    | Pts. | PJ | G  | E | P  | GF | GC | Dif. | Notas                             |
| ---- | ------------------------- | ---- | -- | -- | - | -- | -- | -- | ---- | --------------------------------- |
| 1    | FC Martinenc (A, C)       | 72   | 30 | 22 | 6 | 2  | 69 | 16 | +53  | Ascenso a Lliga Elit              |
| 2    | CE Júpiter (A)            | 62   | 30 | 18 | 8 | 4  | 64 | 24 | +40  | Promoción de ascenso a Lliga Elit |
| 3    | FC Pirinaica              | 59   | 30 | 17 | 8 | 5  | 52 | 29 | +23  | Promoción de ascenso a Lliga Elit |
| 4    | CF Igualada               | 56   | 30 | 16 | 8 | 6  | 47 | 31 | +16  |                                   |
| 5    | CF Singuerlín             | 51   | 30 | 14 | 9 | 7  | 42 | 31 | +11  |                                   |
| 6    | Club Gimnàstic de Manresa | 50   | 30 | 15 | 5 | 10 | 45 | 33 | +12  |                                   |
| 7    | CCD Turó de la Peira      | 42   | 30 | 11 | 9 | 10 | 52 | 46 | +6   |                                   |
| 8    | CF Balaguer               | 37   | 30 | 10 | 7 | 13 | 33 | 40 | −7   |                                   |
| 9    | UE Sants                  | 33   | 30 | 8  | 9 | 13 | 35 | 47 | −12  |                                   |
| 10   | Club Natació Terrassa     | 32   | 30 | 9  | 5 | 16 | 36 | 51 | −15  |                                   |
| 11   | CF Borges Blanques        | 32   | 30 | 8  | 8 | 14 | 30 | 41 | −11  |                                   |
| 12   | UD Parc                   | 29   | 30 | 7  | 8 | 15 | 43 | 59 | −16  |                                   |
| 13   | CF Juneda (D)             | 28   | 30 | 8  | 4 | 18 | 40 | 65 | −25  | Descenso a Segunda Catalana       |
| 14   | CE Artesa de Segre (D)    | 28   | 30 | 7  | 7 | 16 | 33 | 56 | −23  | Descenso a Segunda Catalana       |
| 15   | Racing Vallbona CF (D)    | 27   | 30 | 7  | 6 | 17 | 38 | 57 | −19  | Descenso a Segunda Catalana       |
| 16   | EE Guineueta CF (D)       | 27   | 30 | 8  | 3 | 19 | 36 | 69 | −33  | Descenso a Segunda Catalana       |

 Fuente: FCF

### Grupo 3

#### Equipos
| Club                         | Ciudad (provincia)                    | Estadio                                                 | Fundación | Web                                          |
| ---------------------------- | ------------------------------------- | ------------------------------------------------------- | --------- | -------------------------------------------- |
| FC Ascó                      | Ascó (Tarragona)                      | Camp Municipal d'Ascó                                   | 2010      | -                                            |
| FE Atlètic Vilafranca        | Villafranca del Panadés (Barcelona)   | Camp de Futbol Municipal de Vilafranca                  | 1953      | -                                            |
| CF Camarles                  | Camarles (Tarragona)                  | Camp de Futbol Municipal del Pla de Barra               | 1930      | -                                            |
| CF Canonja                   | La Canonja, (Tarragona)               | Camp d'Esports Municipal de La Canonja                  | 1911      | -                                            |
| CF Ciudad Cooperativa        | San Baudilio de Llobregat (Barcelona) | Camp de Futbol Municipal Dani Jarque Ciutat Cooperativa | -         | https://cfciudadcooperativa.es.tl/Inicio.htm |
| CE El Catllar                | Catllar (Tarragona)                   | Estadio Municipal El Catllar                            | 1926      | -                                            |
| CF Juventud 25 de Septiembre | Rubí (Barcelona)                      | Camp de Futbol Municipal del 25 de Setembre             | 1968      | https://cfjuventud25deseptiembre.com/        |
| CF La Sénia                  | Cenia (Tarragona)                     | Camp de Futbol CEM de La Sénia                          | 1952      | -                                            |
| CF Martorell                 | Martorell (Barcelona)                 | Camp de Fútbol CEM Torrent de Llops                     | 2002      | https://cfmartorell.cat                      |
| Sant Cugat FC                | San Cugat del Vallés (Barcelona)      | Camp de Fútbol Jaume Tubau                              | 1916      | http://santcu.cat/                           |
| UE Sant Ildefons             | Cornellá de Llobregat (Barcelona)     | Camp Municipal de Sant Ildefons                         | 1994      | https://www.uesantildefons.com/              |
| FC Santboià                  | San Baudilio de Llobregat (Barcelona) | Estadi Municipal Joan Baptista Milà                     | 1908      | https://www.fcsantboia.cat/                  |
| Santfeliuenc FC              | Sant Feliu de Llobregat (Barcelona)   | Nou Estadi Municipal de Les Grases                      | 1905      | -                                            |
| UE Sitges                    | Sitges (Barcelona)                    | Camp de Futbol d'Aiguadolç                              | 1946      | -                                            |
| CF Tortosa Ebre 2023         | Tortosa (Tarragona)                   | Estadi Municipal Josep Otero                            | 2023      | https://uetortosaebre.com                    |
| UD Viladecans                | Viladecans (Barcelona)                | Camp de Futbol Municipal de Viladecans                  | 1920      | https://www.udviladecans.com/                |

#### Clasificación
| Pos. | Equipo                       | Pts. | PJ | G  | E  | P  | GF | GC | Dif. | Notas                             |
| ---- | ---------------------------- | ---- | -- | -- | -- | -- | -- | -- | ---- | --------------------------------- |
| 1    | CF Ciudad Cooperativa (A, C) | 59   | 30 | 17 | 8  | 5  | 59 | 31 | +28  | Ascenso a Lliga Elit              |
| 2    | Santfeliuenc FC              | 54   | 30 | 16 | 6  | 8  | 52 | 41 | +11  | Promoción de ascenso a Lliga Elit |
| 3    | CF Martorell                 | 54   | 30 | 15 | 9  | 6  | 61 | 33 | +28  |                                   |
| 4    | UE Sitges                    | 52   | 30 | 15 | 7  | 8  | 52 | 41 | +11  |                                   |
| 5    | Sant Cugat FC                | 49   | 30 | 13 | 10 | 7  | 50 | 35 | +15  |                                   |
| 6    | CF Tortosa Ebre 2023         | 45   | 30 | 12 | 9  | 9  | 45 | 37 | +8   |                                   |
| 7    | UD Viladecans                | 40   | 30 | 10 | 10 | 10 | 41 | 36 | +5   |                                   |
| 8    | FC Santboià                  | 39   | 30 | 10 | 9  | 11 | 45 | 45 | 0    |                                   |
| 9    | FE Atlètic Vilafranca        | 38   | 30 | 9  | 11 | 10 | 39 | 46 | −7   |                                   |
| 10   | FC Ascó                      | 38   | 30 | 9  | 11 | 10 | 43 | 47 | −4   |                                   |
| 11   | CF Juventud 25 de Septiembre | 37   | 30 | 8  | 13 | 9  | 35 | 34 | +1   |                                   |
| 12   | CE El Catllar                | 37   | 30 | 10 | 7  | 13 | 34 | 43 | −9   |                                   |
| 13   | CF Canonja (D)               | 36   | 30 | 9  | 9  | 12 | 39 | 46 | −7   | Descenso a Segunda Catalana       |
| 14   | UE Sant Ildefons (D)         | 28   | 30 | 8  | 4  | 18 | 34 | 51 | −17  | Descenso a Segunda Catalana       |
| 15   | CF La Sénia (D)              | 26   | 30 | 6  | 8  | 16 | 29 | 51 | −22  | Descenso a Segunda Catalana       |
| 16   | CF Camarles (D)              | 19   | 30 | 4  | 7  | 19 | 32 | 73 | −41  | Descenso a Segunda Catalana       |

 Fuente: FCF

### Promoción de ascenso a Lliga Elit

#### Semifinales
| Equipo 1     | Agr. | Equipo 2        | Ida | Vuelta |
| ------------ | ---- | --------------- | --- | ------ |
| FC Pirinaica | 3–1  | Santfeliuenc FC | 3–0 | 0–1    |
| CF Argentona | 3–5  | CE Júpiter      | 1–1 | 2–4    |

#### Final
| Equipo 1     | Agr. | Equipo 2   | Ida | Vuelta |
| ------------ | ---- | ---------- | --- | ------ |
| FC Pirinaica | 1–2  | CE Júpiter | 1–0 | 2–0    |

## Campeones
| Temporada | Grupo 1                                            | Grupo 2                                            | Grupo 3                                            |
| --------- | -------------------------------------------------- | -------------------------------------------------- | -------------------------------------------------- |
| 2024-2025 | UE San Juan Atlético de Montcada                   | FC Martinenc                                       | CF Ciudad Cooperativa                              |
| 2023-2024 | AEC Manlleu                                        | UD San Mauro                                       | CF Vilanova i la Geltrú                            |
| 2022-2023 | FC L'Escala                                        | CFJ Mollerussa                                     | CF Reddis                                          |
| 2021-2022 | CF Montañesa                                       | UE Tona                                            | UE Rapitenca                                       |
| 2020-2021 | Temporada dividida en subgrupos. No hubo campeones | Temporada dividida en subgrupos. No hubo campeones | Temporada dividida en subgrupos. No hubo campeones |

| Temporada | Grupo 1                  | Grupo 2            | Resultado     | Sede                                  |
| --------- | ------------------------ | ------------------ | ------------- | ------------------------------------- |
| 2019-2020 | Girona FC B              | CF Montañesa       | –             | –                                     |
| 2018-2019 | FC Andorra               | UE Vilassar de Mar | 2 – 0         | Manresa (Nou Congost)                 |
| 2017-2018 | FE Grama                 | CP San Cristóbal   | 0 – 1         | Gavà (La Bòbila)                      |
| 2016-2017 | UA Horta                 | FC Santboià        | 1 – 2         | Martorell (Torrent de Llops)          |
| 2015-2016 | UE Vilassar de Mar       | UE Castelldefels   | 0 – 1         | Rubí (Can Rosés)                      |
| 2014-2015 | CE Júpiter               | CD Morell          | 0 – 2         | San Vicente dels Horts (La Guàrdia)   |
| 2013-2014 | CF Peralada              | FC Martinenc       | 3 – 0         | Vilassar de Mar (Xevi Ramon)          |
| 2012-2013 | Cerdanyola del Vallès FC | FC Ascó            | 0 – 0 (2 – 4) | Vilanova i la Geltrú (Alumnes Obrers) |
| 2011-2012 | UE Figueres              | UE Rapitenca       | 3 – 0         | Martorell (Torrent de Llops)          |

| Temporada | Grupo 1                 | Grupo 2                |
| --------- | ----------------------- | ---------------------- |
| 2010-2011 | CF Ripollet             | CDC Torreforta         |
| 2009-2010 | UE Aiguafreda           | CE Olímpic Can Fatjó   |
| 2008-2009 | UE Rubí                 | Gimnàstica Iberiana    |
| 2007-2008 | CF Olesa                | CD Marianao Poblet     |
| 2006-2007 | CP San Cristóbal        | FC Benavent            |
| 2005-2006 | UE Caprabo              | CF Igualada            |
| 2004-2005 | CD Blanes               | CD Tortosa             |
| 2003-2004 | CE Sant Celoni          | UE Rapitenca           |
| 2002-2003 | UE Rubí                 | CE Pubilla Cases       |
| 2001-2002 | FE Figueres             | UE Poble Sec           |
| 2000-2001 | UE Sants                | CE Morell              |
| 1999-2000 | UE Rubí                 | CD El Corte Inglés     |
| 1998-1999 | UE Cerdanyola de Mataró | UE Castelldefels       |
| 1997-1998 | CE Manresa              | AE Prat                |
| 1996-1997 | FC Sant Cugat Esport    | UE Valls               |
| 1995-1996 | CD Masnou               | UE Cornellà            |
| 1994-1995 | UE Badaloní             | Joventut Bisbalenca CF |
| 1993-1994 | CF Barceloneta          | CF Tremp               |
| 1992-1993 | UE Vic                  | CF Gavà                |
| 1991-1992 | UD Cerdanyola de Mataró | FC La Seu d'Urgell     |
| 1990-1991 | CE Premià               | CE Manresa             |
| 1989-1990 | Vilobí CF               | CD Tortosa             |
| 1988-1989 | CE Cristinenc           | FC Sant Cugat Esport   |
| 1987-1988 | UA Horta                | FC Martinenc           |
| 1986-1987 | CP San Cristóbal        | FC Santboià            |
| 1985-1986 | UDA Gramenet            | Reus Deportiu          |
| 1984-1985 | CD Blanes               | FC Martinenc           |

| Temporada | Campeón           |
| --------- | ----------------- |
| 1983-1984 | AEC Manlleu       |
| 1982-1983 | Girona FC         |
| 1981-1982 | CD Banyoles       |
| 1980-1981 | FC Santboià       |
| 1979-1980 | CE L'Hospitalet   |
| 1978-1979 | FC Vilafranca     |
| 1977-1978 | UE Olot           |
| 1976-1977 | CE Europa         |
| 1975-1976 | CF Reus Deportiu  |
| 1974-1975 | CD Masnou         |
| 1973-1974 | CE Manresa        |
| 1972-1973 | Barcelona Atlètic |
| 1971-1972 | CD Masnou         |
| 1970-1971 | UE Lleida         |
| 1969-1970 | CE Júpiter        |
| 1968-1969 | CE Mataró         |

## Palmarés
4 títulos